# Седлець (Паєнчанський повіт)
Седлець (пол. Siedlec) — село в Польщі, у гміні Паєнчно Паєнчанського повіту Лодзинського воєводства.
Населення — 405 осіб (2011).
У 1975-1998 роках село належало до Ченстоховського воєводства.

## Демографія
Демографічна структура станом на 31 березня 2011 року:
|          | Загалом | Допрацездатний вік | Працездатний вік | Постпрацездатний вік |
| -------- | ------- | ------------------ | ---------------- | -------------------- |
| Чоловіки | 214     | 39                 | 152              | 23                   |
| Жінки    | 191     | 32                 | 112              | 47                   |
| Разом    | 405     | 71                 | 264              | 70                   |